# Trichoderes pini
Trichoderes pini is een keversoort uit de familie boktorren (Cerambycidae). De wetenschappelijke naam van de soort is voor het eerst geldig gepubliceerd in 1843 door Chevrolat in Guérin-Méneville.